# تشوغين (فينغين)
تشوغين(فينغين) (بالإنجليزية: Tschuggen (Wengen))‏ هو أحد جبال سلسلة جبال الألب البرنية ويقع في كانتون برن في سويسرا. يحتل المرتبة رقم 317 في قائمة جبال سويسرا من حيث الارتفاع، إذ يبلغ ارتفاعه حوالي 2521 متر، بينما يبلغ ارتفاع نتوء الجبل 460 متر.